# Paola Mammini
Paola Mammini (Roma, 23 ottobre 1963) è una scrittrice e sceneggiatrice italiana.

## Biografia
Dopo il diploma in scienze dell'alimentazione ha iniziato a scrivere sceneggiature per cinema, teatro e televisione. Tra i suoi primi lavori teatrali, nel 2000, il testo "Odio i nazisti dell'Illinois", storia di equivoci, introversioni e possibili convergenze fra un uomo e una donna.Tra i lavori più recenti, il soggetto di Tutta colpa di Freud e la sceneggiatura di Perfetti sconosciuti e Immaturi - La serie diretti da Paolo Genovese e sia il soggetto che la sceneggiatura della fiction Rai Gloria. Per il secondo film, assieme al regista e agli altri sceneggiatori, ha vinto il David di Donatello per la migliore sceneggiatura 2016. Nel 2023 è sceneggiatrice di Zamora di Neri Marcorè e l'anno seguente di Vincenzo Malinconico, avvocato d'insuccesso 2.

## Premi e riconoscimenti
- Ciak d'oro
  - 2016 - Migliore sceneggiatura per Perfetti sconosciuti[2]